# Thomas Löfkvist
Karl Thomas Henry Löfkvist (Visby, 4 aprile 1984) è un dirigente sportivo ed ex ciclista su strada svedese, professionista dal 2004 al 2014. Dal 2015 è direttore sportivo al Team Tre Berg-Bianchi.

## Biografia
È fratello maggiore del calciatore Henrik Löfkvist.

## Carriera
Passa professionista nel 2004 con la Française des Jeux; nelle stagioni seguenti vince alcune corse di medio livello, oltre a due campionati svedesi a cronometro, e prende parte ad importanti corse a tappe quali il Tour de France, il Giro di Svizzera, la Parigi-Nizza.
Nel 2008 si trasferisce al Team High Road, poi rinominato in Team Columbia; in quella stagione si classifica terzo (e miglior giovane) alla Tirreno-Adriatico e secondo al Deutschland Tour. Nell'annata 2009, dopo la vittoria nella Monte Paschi Strade Bianche e il quarto posto alla Tirreno-Adriatico, prende parte al Giro d'Italia. Il 12 maggio conquista la maglia rosa al termine della frazione con arrivo a San Martino di Castrozza; perde il simbolo del primato già nella tappa successiva, sull'Alpe di Siusi, mantenendo però per ulteriori dieci giorni la maglia bianca di miglior giovane. Concluderà quel Giro in ventitreesima posizione.
Nel 2010 si trasferisce al Team Sky. Agli inizi della stagione tenta di difendere la vittoria alla Monte Paschi Strade Bianche dell'anno precedente ma viene battuto in volata dal kazako dell'Astana Maksim Iglinskij. Prende poi parte al Tour de France per puntare alla classifica generale, diventando il capitano del Team Sky; già nella quarta tappa, sul pavé, perde però due minuti da Andy Schleck e Cadel Evans, e anche nella nona, nella decima e nelle decisive tappe dell'ultima settimana quasi tutti i migliori lo precedono. Al termine della corsa ottiene un diciassettesimo posto in generale, a quasi 21 minuti dal vincitore Alberto Contador.

## Palmarès
- 2003

Prologo Dookola Mazowska
Classifica generale Circuit des Ardennes
4ª tappa Circuit des Ardennes
- 2004

Classifica generale Circuit de la Sarthe
4ª tappa Circuit de la Sarthe
10ª tappa Tour de l'Avenir
Campionati svedesi, Prova a cronometro
- 2006

Campionati svedesi, Prova a cronometro
- 2007

3ª tappa Critérium International (Charleville-Mézières cronometro)
- 2009

Monte Paschi Strade Bianche
5ª tappa Sachsen-Tour International
- 2013

Classifica generale Tour Méditerranéen

### Altri successi
- 2006

Classifica giovani Tour Méditerranéen
- 2007

Classifica giovani Critérium International
- 2008

Classifica giovani Tirreno-Adriatico
Classifica a punti Deutschland Tour
Classifica giovani Deutschland Tour
- 2009

Classifica giovani Tirreno-Adriatico
1ª tappa Giro d'Italia (cronosquadre)

## Piazzamenti

### Grandi Giri
- Giro d'Italia

2009: 23º
2011: 21º
- Tour de France

2005: 61º
2006: 63º
2007: 64º
2008: 40º
2010: 17º
- Vuelta a España

2007: 54º
2010: non partito (8ª tappa)
2011: 52º

### Classiche monumento
- Milano-Sanremo

2006: ritirato
2007: 61º
2008: 86º
2009: 107º
2010: 27º
2011: 86º
2012: 30º
2013: 37º
2014: ritirato
- Liegi-Bastogne-Liegi

2004: 117º
2005: 88º
2006: 67º
2007: 55º
2009: 53º
2010: 30º
2011: 25º
2012: 36º
2014: ritirato
- Giro di Lombardia

2005: 43º
2009: ritirato
2011: 27º
2012: ritirato
2013: ritirato
2014: ritirato

### Competizioni mondiali
- Campionati del mondo

Hamilton 2003 - Cronometro Under-23: 4º
Hamilton 2003 - In linea Under-23: 39º
Madrid 2005 - Cronometro Elite: 46º
Madrid 2005 - In linea Elite: 76º
Salisburgo 2006 - Cronometro Elite: 29º
Stoccarda 2007 - In linea Elite: 31º
Varese 2008 - In linea Elite: 12º
Mendrisio 2009 - In linea Elite: 33º
Copenaghen 2011 - In linea Elite: 39º
Limburgo 2012 - In linea Elite: 112º
Toscana 2013 - In linea Elite: 46º
- Giochi olimpici

Atene 2004 - In linea: ritirato
Atene 2004 - In linea: 34º
Pechino 2008 - In linea: 37º